# Ninurta-tukulti-Aššur
Ninurta-tukulti-Aššur byl králem Asýrie (vládl v roce 1133 př. n. l.), avšak u moci se udržel jen velmi krátce. Na trůn nastoupil po smrti svého otce Aššur-dána I., ale na vládu si činil nárok i jeho bratr Mutakkil-Nusku. Ninurta-tukulti-Aššur jím byl donucen odejít do exilu do Babylónu, s kterým udržoval přátelské vztahy (tamější král Ninurta-Nádin-Šumi stál v konfliktu s bratrem na jeho straně).